# Teufelsmauer

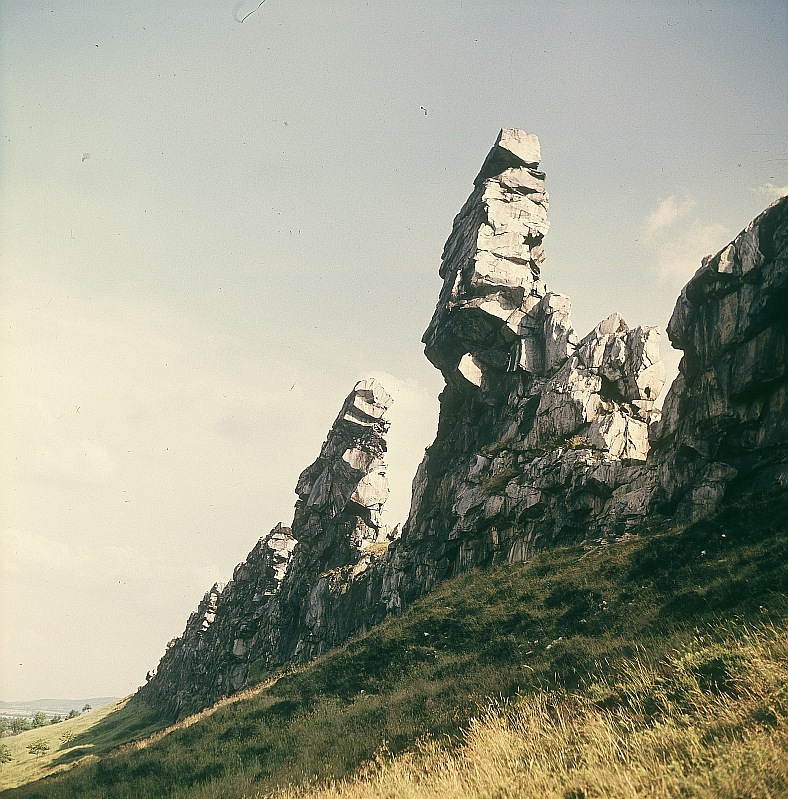
Primer plano de la Mittelsteine

El Teufelsmauer (Muro del Diablo) es una formación rocosa formada por areniscas duras del Cretácico superior en la parte norte del Harz Foreland en el centro de Alemania. Este muro de roca va desde Blankenburg (Harz) pasando por Weddersleben y Rieder hasta Ballenstedt. Las rocas individuales más prominentes de Teufelsmauer tienen sus propios nombres. El Teufelsmauer cerca de Weddersleben también se llama Adlersklippen ("Eagle Crags").
Se han tejido muchas leyendas y mitos para intentar explicar esta inusual formación rocosa. Ya en 1833 fue protegida por el jefe de la autoridad del distrito para evitar la extracción de la codiciada piedra arenisca. El Teufelsmauer, cerca de Weddersleben, está protegido desde 1935 como reserva natural y es, por tanto, una de las reservas naturales más antiguas de Alemania.

## Curso

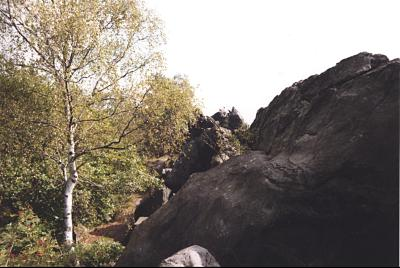
El Teufelsmauer cerca de Blankenburg

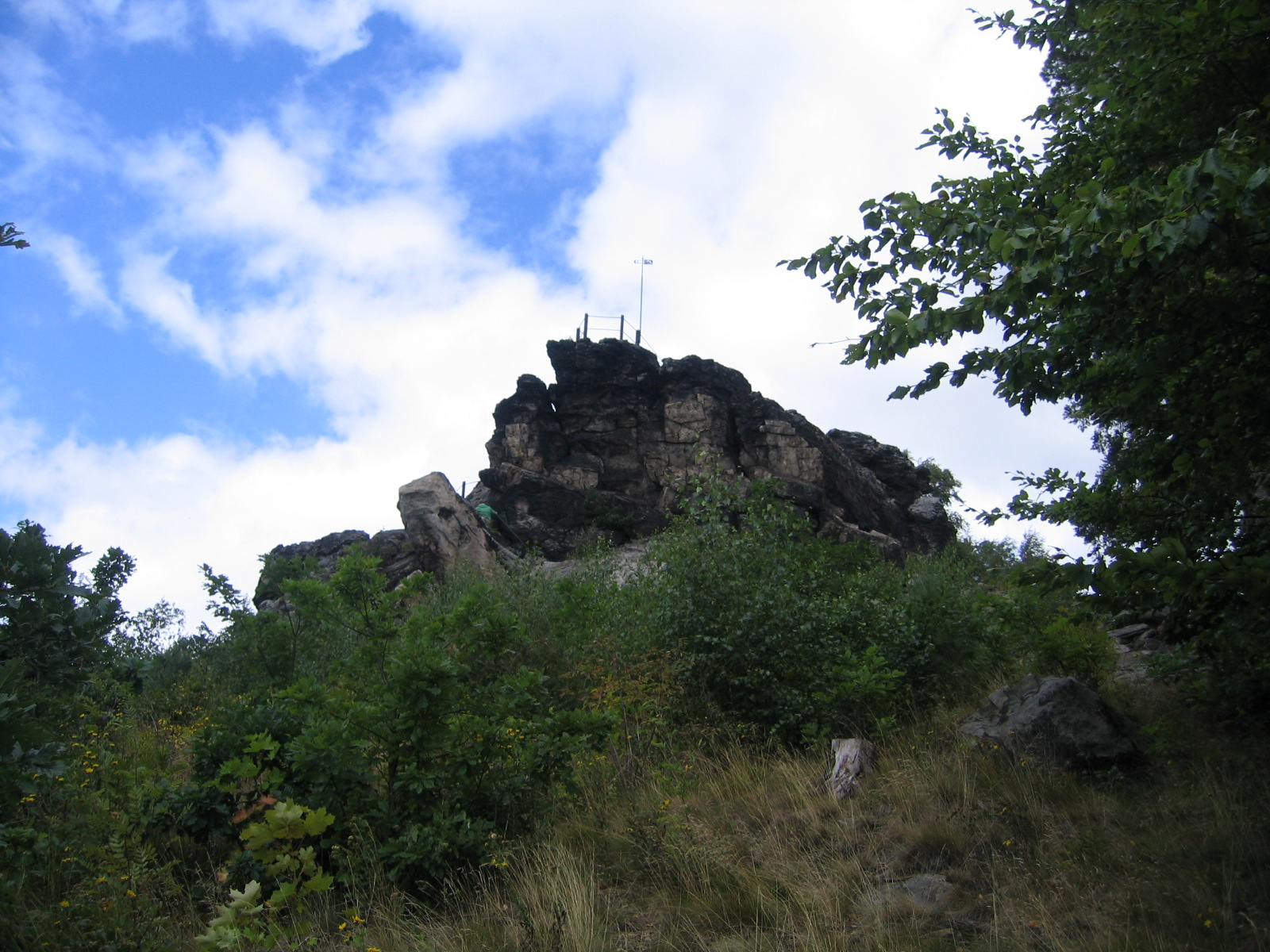
La roca Großvater al norte de Blankenburg

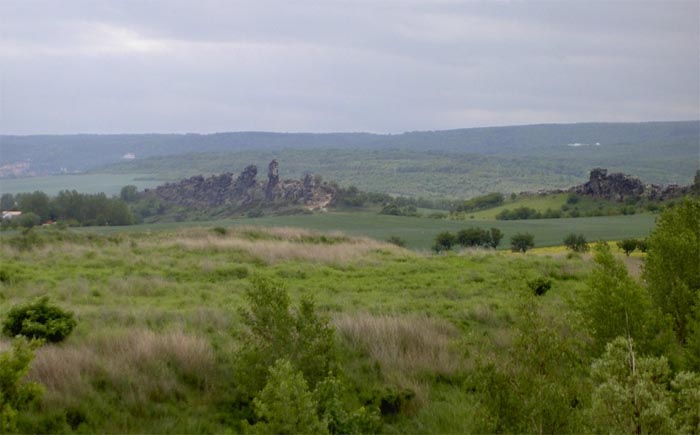
El Teufelsmauer desde la distancia

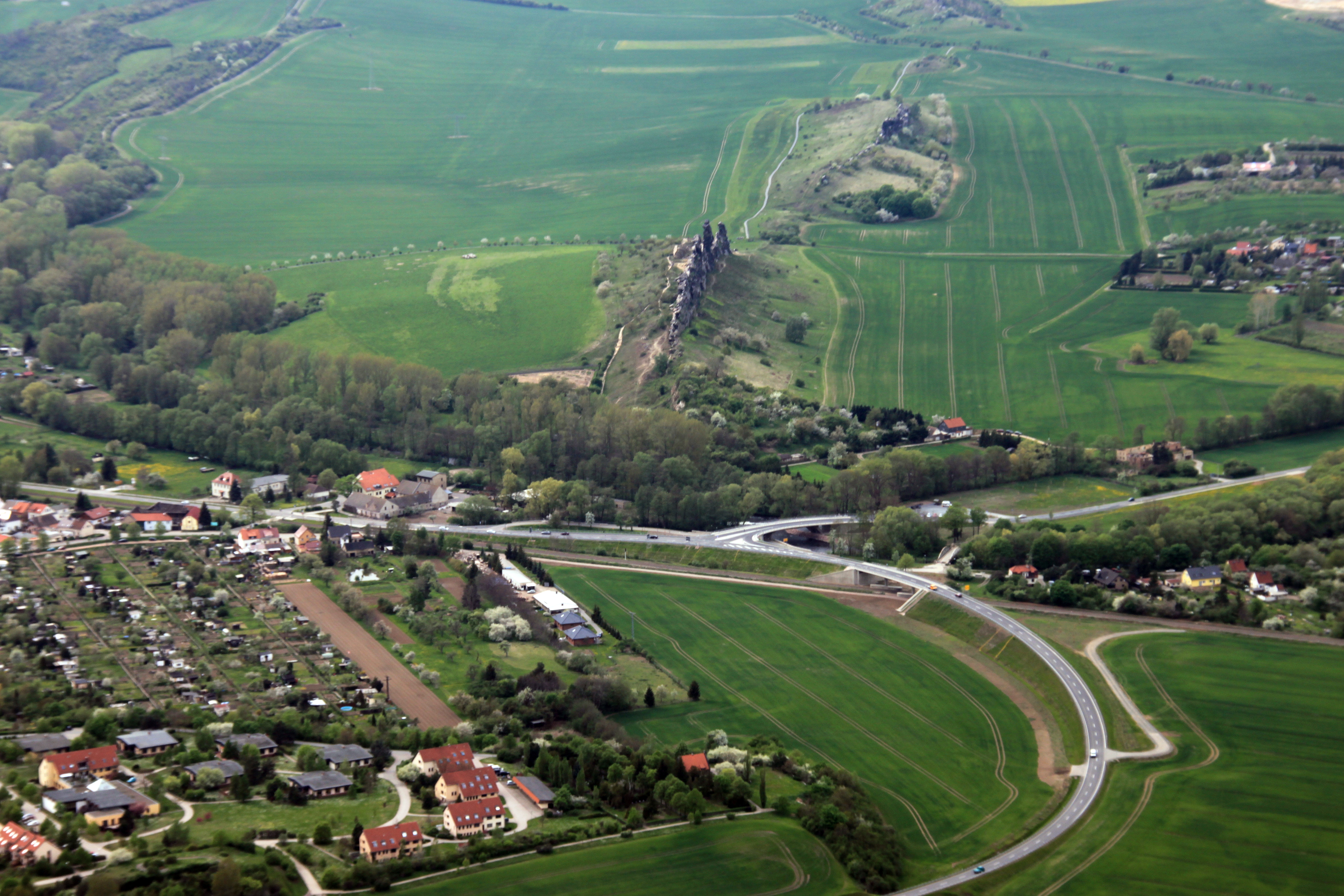
El Teufelsmauer cerca de Weddersleben

La banda de roca que forma el Teufelsmauer aflora en tres lugares entre Ballenstedt, en el sureste, y Blankenburg (Harz), en el noroeste, en una distancia de 20 km. Comienza con un afloramiento conocido como la Gegensteine al noroeste de Ballenstedt y se continúa en la forma del Teufelsmauer que va desde el sur de Weddersleben hasta Warnstedt. Aquí, las formaciones del Königstein, el Mittelsteine y el Papensteine surgen de una línea de roca de unos 2 km de longitud que va de sureste a noroeste. Hacia el noroeste continúa como una cresta entre Timmenrode y Blankenburg (Harz) que incluye el Hamburger Wappen, el Heidelberg  y los riscos del Großvater y el Großmutter.

## Geología
Los afloramientos rocosos del Teufelsmauer están formados por areniscas duras de las distintas épocas del Cretácico Superior. A los estratos predominantemente arcillosos y calcáreos del Cretácico Superior se intercalan areniscas más duras como el Neocomiano, el Involutus y la arenisca de Heidelberg, así como calizas. Además, la cuarcificación causada por la entrada de ácido silícico ha producido un endurecimiento extremo de las areniscas, restringido a unos pocos metros de los estratos anteriormente orientados horizontalmente.
La posterior erosión de las rocas más blandas dejó al descubierto los estratos de roca dura en forma de costillas prominentes que forman peñascos y pináculos de hasta 20 metros de altura. Algunos fueron destruidos posteriormente por la acción de los ríos o de los glaciares de la edad de hielo. El resultado es que hoy en día hay varias brechas en el Teufelsmauer.
Los elementos individuales de la Teufelsmauer no tienen exactamente la misma edad. La Gegensteine cerca de Ballenstedt ha sido erosionada a partir de un estrato de arenisca silicificada de la época de Emscher. Las franjas de roca con fuerte inclinación cerca de Blankenburg comprenden areniscas cuarcíticas del Santoniano. En cambio, la cresta dentada que forma el Teufelsmauer cerca de Weddersleben está formada por depósitos más jóvenes, y por tanto inalterados, de estratos senonianos más altos. Esta cresta alcanza su mayor altura en el Mittelstein (185,2 m) y el Königsstein (184,5 m) y se alza unos 50 metros por encima del desfiladero de Bode.

## Arqueología
Los hallazgos arqueológicos en Teufelsmauer muestran rastros de la Edad de Piedra Antigua, la cultura de la Cerámica Lineal y la Edad del Bronce .

## Suelos
Los suelos formados por la arena de las distintas areniscas son regosoles y leptosoles líticos pobres en nutrientes.

## Flora
Los suelos arenosos han sido poblados por pastizales pobres en nutrientes de Elijah Blue Fescue y Grey Hair-grass, la vegetación pionera de terrenos abiertos, soleados y arenosos fuera de las regiones litorales. Los pastos se encuentran en lugares ricos en hierbas coloridas como el tomillo Breckland ( Thymus serpyllum ), el bocado de oveja ( Jasione montana ) y la rosa cartuja ( Dianthus carthusianorum ). En las áreas abiertas de suelo arenoso también hay especies de flores que normalmente se encuentran en los campos de cultivo y en los bordes de las carreteras. La vegetación también se caracteriza por numerosas plantas amantes del calor como Viper's Bugloss ( Echium vulgare ), Flixweed ( Descurainia sophia ) y St. Lucie Cherry ( Prunus mahaleb ) así como muchas especies subcontinentales comunes como Hoary Alison ( Berteroa incana ), cardo corredor (Eryngium campestre), artemisa (Artemisia campestris), centaurea (Centaurea Stoebe) y espárragos (Asparagus officinalis). Las propias rocas de arenisca están ligeramente cubiertas de líquenes .

## Turismo
Las formaciones rocosas del Teufelsmauer son accesibles a pie. Son una de las atracciones de las ciudades de Thale y Blankenburg. Para conservar las especies vegetales protegidas, ha sido necesario aplicar medidas de gestión de visitantes en la reserva natural del Teufelsmauer. Se puede acceder a las rocas desde las rutas de senderismo y los miradores están protegidos por barandillas de seguridad. Varias de las rocas del Teufelsmauer en Blankenburg pueden ser escaladas.
Hay puntos de control en el sistema de senderismo Harzer Wandernadel en varios puntos a lo largo del Teufelsmauer: en Gasthaus Großvater, la posada debajo de las rocas Großvater, (nº 76), junto al Hamburger Wappen (nº 74) y en el lado sur de la cresta en Teufelsmauer Weddersleben (nº 188).
Las formaciones aparecen en la película " Frantz " de François Ozon.

## Las leyendas de los Teufelsmauer

### De la colecciónHermanos Grimm
"En el norte del Harz, entre Blankenburg y Quedlinburg, se ve una zona de rocas al sur del pueblo de Thale que la gente llama la pista de baile del Diablo, y no lejos de allí está el montón de escombros de una antigua muralla, frente a la cual, al norte del pueblo, se levanta una gran cresta de rocas. Esas ruinas y esa cresta son llamadas por el pueblo Muro del Diablo [Teufelsmauer]. El diablo luchó durante mucho tiempo con nuestro querido Dios por el dominio de la tierra. (en realidad el diablo lo construyó para poder compartir el mundo con Él. Pero como sólo se le dio un tiempo determinado y no se completó todo el muro dentro del plazo, el malvado en su ira volvió a destruir gran parte de su obra, de modo que sólo quedaron unos pocos trozos). Por fin, se acordó una división de la tierra entonces habitada. Las rocas, donde ahora está la pista de baile, debían separar la frontera y el Diablo construyó su muro con fuertes vítores y bailes. Pero pronto el insaciable inició nuevas rencillas, que acabaron por darle también el valle al pie de las rocas. Ahí se añadió un segundo muro del Diablo".

### La leyenda de los tres elfos
Érase una vez un soldado al que se le concedió una extensión de tierra detrás de Thale, hasta el Teufelsmauer, como recompensa por sus servicios. La limpió con el sudor de su frente. Casi había terminado su jornada de trabajo. Los troncos de los árboles estaban entrecruzados y sus ramas colgaban sin fuerza. Sólo tres árboles seguían en pie contra el cielo del atardecer y él estaba demasiado cansado incluso para ponerles las manos encima. Sin embargo, al caer en el sueño, le pareció oír gemidos y lamentos, y vio pequeñas figuras femeninas, brillantes como nubes de niebla, en las ramas, que se lamentaban de que ahora debían perder la vida como sus hermanas. "No verás ningún daño", gritó, y cumplió su palabra. Pero cuando, muchos años después, un descendiente suyo cortó también estas ramas, la tierra se secó y el viento se la llevó, y con ella su riqueza. Esto les ocurre a todos los que no respetan a los pequeños espíritus y no miran más que por ellos mismos y por su propia codicia.

### El diablo y el gallo
La leyenda de "el diablo y el gallo" en la región de Harz tiene dos variantes:
La primera variante de la leyenda cuenta que una mujer del mercado de Cattenstedt llegó a un pequeño pueblo cerca de Blankenburg con un gallo: 

Dios y el diablo se disputaban la posesión de la tierra, acordaron que Dios se quedaría con las llanuras fértiles, el Diablo, con las montañas del Harz, portadoras de mineral, si había completado un muro fronterizo para cuando cantara el primer gallo. Lo construyó hasta el borde del Harz. Mientras tanto, una mujer del mercado de Cattenstedt, que se dirigía a Blankenburg, pasó llevando un gallo en su cesta. A falta de una piedra del muro, el gallo cantó. El trabajo del diablo había sido en vano y destruyó su muro en un ataque de ira

En la segunda variante aparece la mujer de un granjero de Timmenrode: 

En un tiempo gris el Diablo llegó a un acuerdo con el Señor sobre una división de la finca. Sin embargo, quería que el Harz fuera su dominio. Así que se apostaron mutuamente que él podría quedarse con las montañas, si lograba construir en una noche un muro tan alto y fuerte como los edificios del emperador. Dicho y hecho, el muro se levantó en la oscuridad. Entonces el Señor hizo que la mujer de un granjero de Timmenrode se dirigiera al mercado con su gallo y tropezara con un pequeño guijarro. Entonces el gallo estiró el cuello en la cesta y empezó a cantar. El diablo pensó que la noche había terminado y arrojó la piedra clave con furia contra su pared, dejando sólo fragmentos en pie.

Estas dos variantes de la leyenda de North Harz Teufelsmauer que involucran apuestas y un gallo son similares a varias versiones de la región del Bajo Danubio de Baviera.